# Macrodactylus subspinosus
Espèce
Le Scarabée du rosier (Macrodactylus subspinosus) en anglais : Rose chafer, est une espèce d'insectes coléoptères de la famille des Scarabaeidae, de la sous-famille des Melolonthinae qui se rencontre depuis le Centre jusqu'à l'Est de l'Amérique du Nord. C'est un insecte phytophage qui vit dans les champs, les lisières, les jardins et les roseraies. Il peut atteindre 10 mm de long.
Il est ainsi nommé car il s'attaque souvent aux rosiers.

## Description
Sa livrée est beige, parfois à reflets vert métallique. Ses pattes peuvent varier du brun jaunâtre à brun marron. Ses petites antennes présentent un apex à 3 articles ovales. Ces 3 articles peuvent être repliés en certaines circonstances.
Son pronotum est oblong et plat, aux flancs nettement évasés et au tégument pubescent. Son scutellum est conique et assez large. Ses élytres forment une ogive au dos plat, 1.7 fois plus longue que large. Ils sont également pubescents et présentent des stries parallèles peu profondes. Ses sternites sont beiges et parfois marginés de noir. La pointe abdominale dépasse légèrement les élytres.
Ses pattes postérieures égalent la longueur du corps. Les fémurs et les tibias sont orangeâtres, mais les extrémités noires à reflets bleu métallique. Chaque élément des pattes présente 2 à 4 fortes épines noires disposées en couronne autour de son épiphyse[Quoi ?], et de plusieurs petites épines. Les pattes antérieures sont presque glabres.

## Dimorphisme sexuel
La femelle est plus robuste que le mâle. Son tibia antérieur est court et pourvu d'épines arquées.

## Répartition
Il se rencontre depuis le Nord-Est des États-Unis à la Caroline du Nord jusqu’au Colorado.

## Cycles
- La ponte

Étonnamment, la femelle pond des paquets de 6 à 40 œufs, qu'elle enfouit à 15 cm de profondeur dans le sol, chaque œuf étant déposé dans une cloison individuelle. Les œufs sont blancs, brillants, ovales et atteignent environ 2 mm de long. L’éclosion survient 1 à 3 semaines plus tard.
- L’hibernation

La larve hiverne profondément dans le sol.
- La pupation

Elle survient tôt au printemps et près de la surface du sol. Le pupe est brun jaunâtre et peut atteindre 16 mm de long.
- L'adulte

Il se rencontre de mai à août, mais de mai à juillet en Caroline du Sud.
À ce stade, son espérance de vie est environ 6 semaines.
- Les générations

Une seule génération par année.

## Alimentation
La larve se nourrit de racines. L'adulte s’alimente d’un grand nombre d’espèces de fleurs, et du feuillage de plusieurs espèces d’arbres, arbrisseaux et autres plantes, dont le bouleau, le cerisier, le dahlia, la digitale, le géranium, l’hydrangée, l’orme, la pivoine, le poirier, le pommier, le rosier, la rose trémière, le sureau, la vigne, et parfois l'iris.

## Moyens de défense
L’adulte contient assez de cantharidine, une toxine commune chez de nombreux Coléoptères, qu’il peut empoisonner les oiseaux et la volaille qui s’en alimentent.

## Espèce nuisible
Il est considéré une peste mineure dans certaines régions, surtout pour les Rosiers, les Pivoines, les raisins et les feuilles de vigne. Il peut parfois causer de graves dommages au feuillage du Bouleau, de l’Orme et quelques autres espèces. Lorsqu’il s’attaque aux feuilles, il n’en subsiste que les nervures.

## Confusion
Macrodactylus angustatus lui ressemble tant que certains auteurs considèrent Macrodactylus subspinosus comme synonyme du premier.

## Galerie

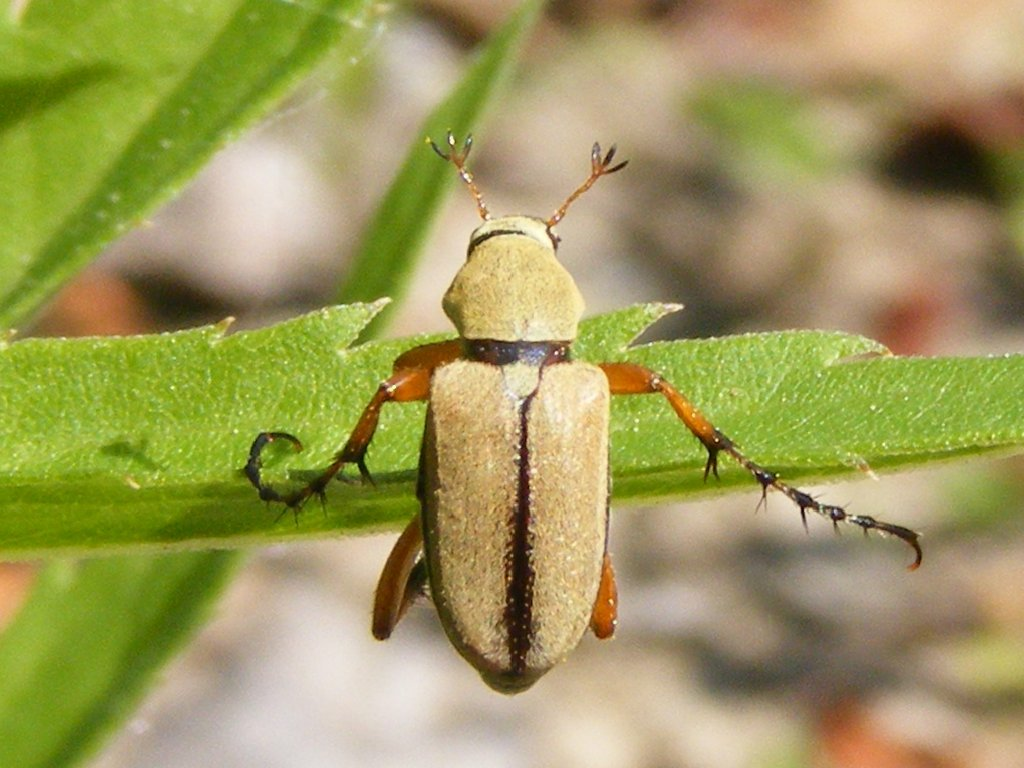
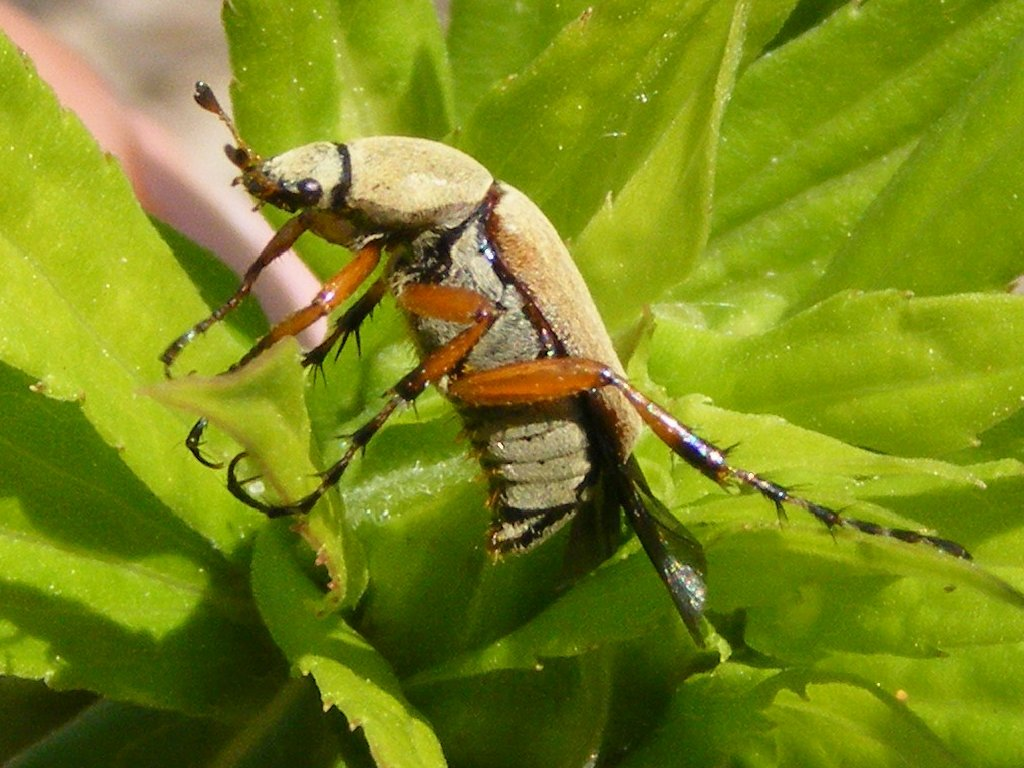
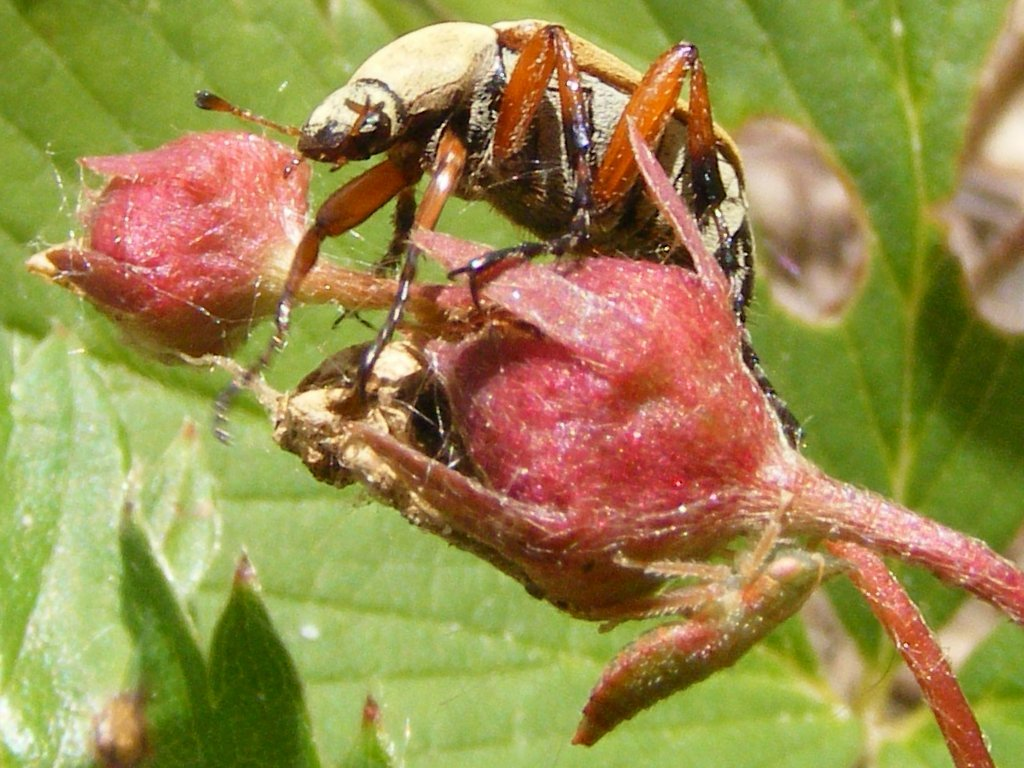

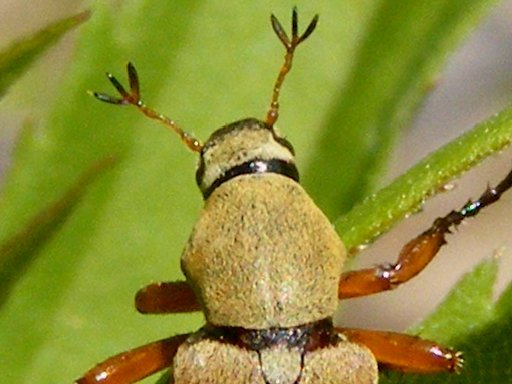
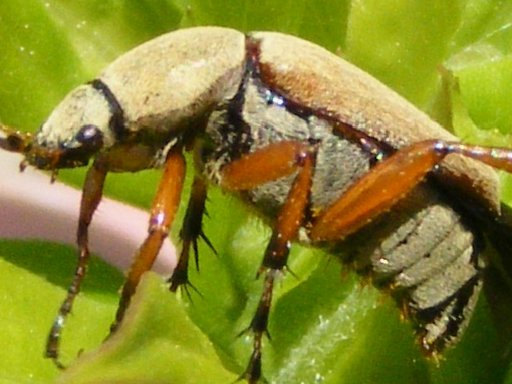
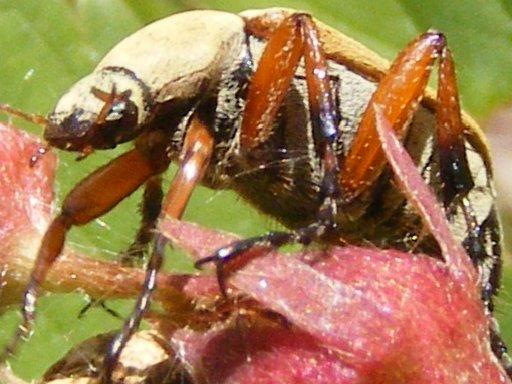

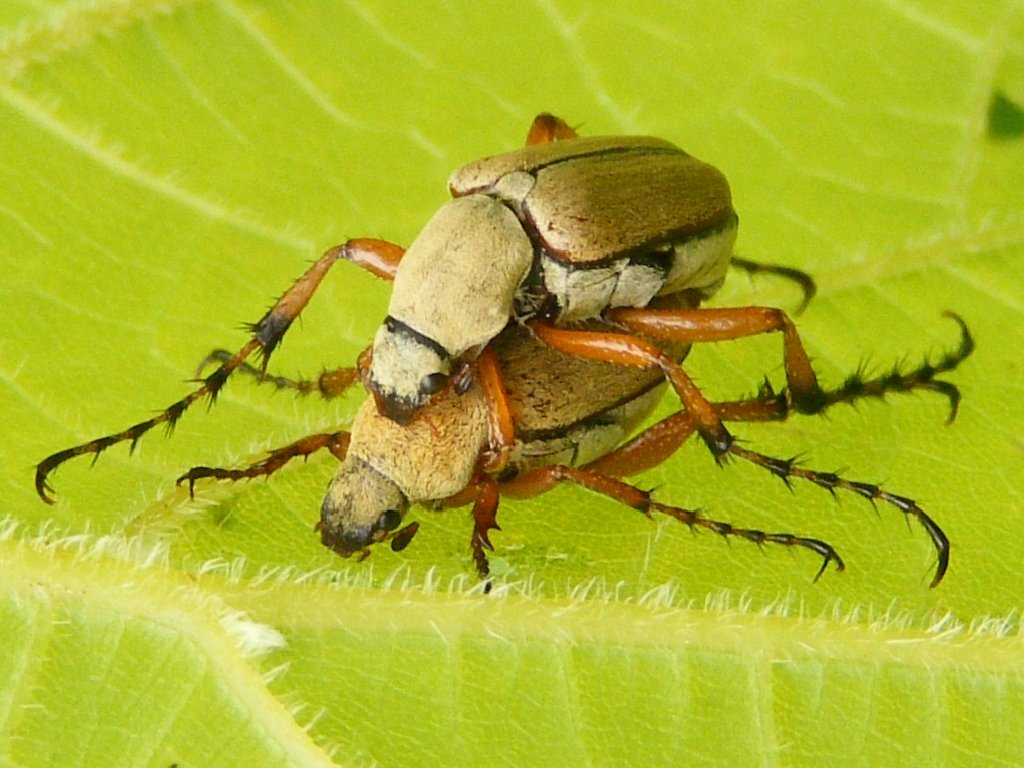
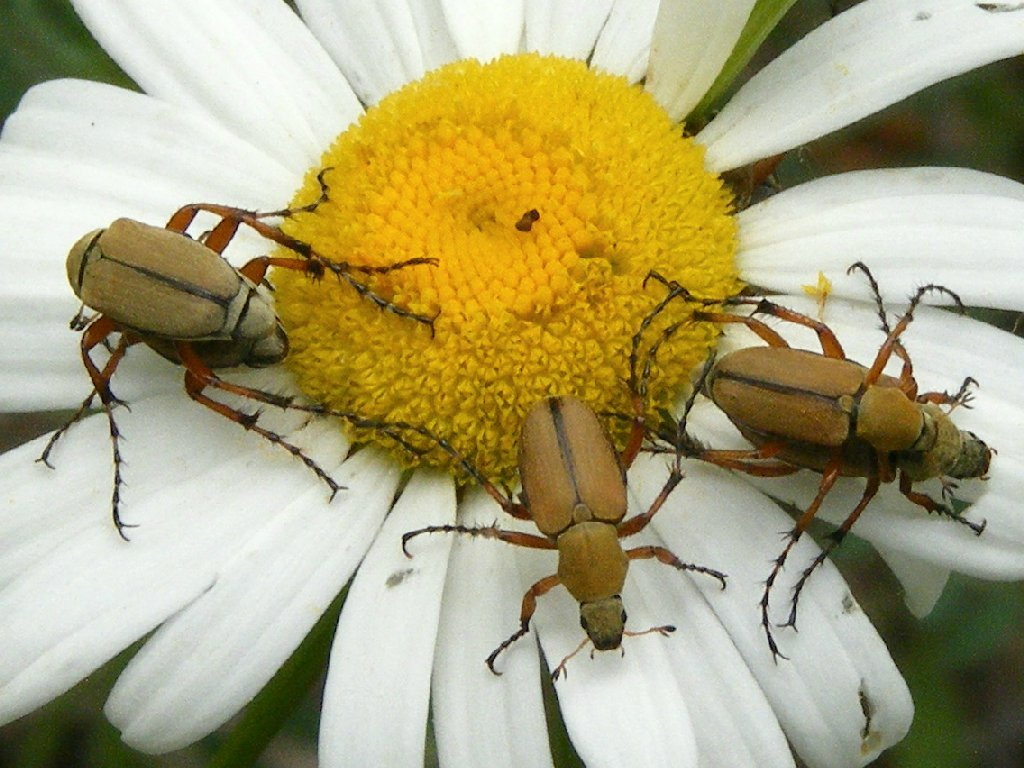
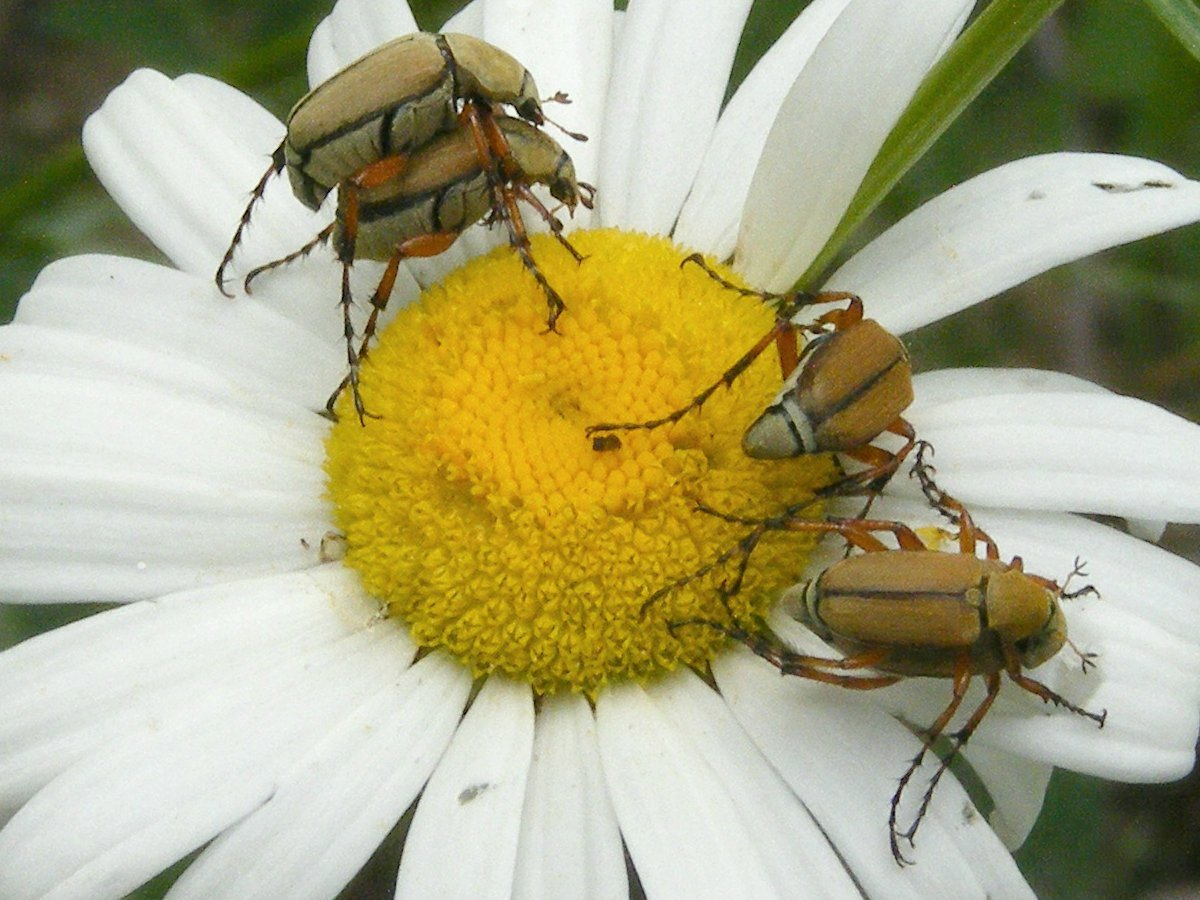

Généralités
Détails
Accouplements